# Lãnh thổ Wyoming
Lãnh thổ Wyoming (tiếng Anh: Wyoming Territory or Territory of Wyoming) từng là một lãnh thổ hợp nhất có tổ chức, tồn tại từ 25 tháng 7 năm 1868 cho đến 10 tháng 7 năm 1890 khi nó được phép gia nhập liên bang để trở thánh tiểu bang Wyoming.  Cheyenne là thủ phủ lãnh thổ. Các ranh giới của Lãnh thổ Wyoming thì tương ứng với tiểu bang Wyoming ngày nay.

## Lãnh thổ
Vì vị trí của Wyoming ở nơi tiếp giáp giữa Cấu địa Louisiana, Xứ Oregon, và Nhượng địa Mexico nên vùng đất mà sau đó trở thành Wyoming có một lịch sử quan hệ lãnh thổ khá phức tạp. Các phần đất lãnh thổ mà dần dần rơi vào khu vực thẩm quyền của Wyoming có những thời điểm khác nhau có liên hệ với các lãnh thổ khác như Washington, Oregon, Idaho, Dakota, Nebraska và Utah cũng như trước đó từng thuộc về các quốc gia độc lập là Vương quốc Anh, Pháp, Tây Ban Nha, México, và Cộng hòa Texas.
Phần đất của Lãnh thổ Wyoming nằm ở phía đông đường phân thủy lục địa là thuộc Cấu địa Louisiana mà Hoa Kỳ đã mua từ Pháp vào năm 1803 và tổ chức thành Lãnh thổ Nebraska năm 1854. Năm 1861, phân nửa phía bắc của lãnh thổ Nebraska trong đó có phần đất đông bắc của Lãnh thổ Wyoming tương lai trở thành một phần đất của Lãnh thổ Dakota (trái), trong khi đó phần đất đông nam vẫn được giữ lại trong Lãnh thổ Nebraska, hính thành nên một "cán chảo" Nebraska kéo dài trong đó có khu định cư Cheyenne. Năm 1863, Lãnh thổ Idaho được thành lập, gồm có toàn bộ các tiểu bang hiện tại là Idaho và Montana và gần như tất cả tiểu bang Wyoming hiện nay (trừ góc tây nam).
Phần đất của Lãnh thổ Wyoming ở phía tây đường phân thủy lục địa và phía bắc vĩ độ 42 nguyên là một phần đất của Xứ Oregon, được tổ chức thành Lãnh thổ Oregon vào năm 1848.  Khi Oregon gia nhập liên bang để trở thành một tiểu bang với ranh giới như hiện nay vào năm 1859 thì vùng đất này bị tách ra và trở thành một phần của Lãnh thổ Washington (tuy phần đất phía đông của nó được giao cho Lãnh thổ Nebraska vào năm 1854 (phải). Lãnh thổ Idaho cũng nhập vùng đất này vào năm 1863.
Góc tây nam của vùng đất mà sau này trở thành Lãnh thổ Wyoming, ở phía nam vĩ độ 42, trở thành một phần đất của Hoa Kỳ cùng với Nhượng địa Mexico vào năm 1848. Phần phía đông của nó từng bị Cộng hòa Texas tuyên bố chủ quyền. Năm 1851, phần đất này ở phía tây đường phân thủy lục địa bị biến thành một phần đất của Lãnh thổ Utah. Và khi Lãnh thổ Colorado được tổ chức vào năm 1861 thì phần lớn đất đai này bị chuyển giao sang cho Lãnh thổ Nebraska (trái) và sau đó bị nhập vào trong Lãnh thổ Idaho vào năm 1863. Một góc nhỏ của Wyoming vẫn là một phần đất của Utah cho đến khi thành lập Lãnh thổ Wyoming vào năm 1868.
Năm 1864, khi thành lập Lãnh thổ Montana, phần đông nam của Lãnh thổ Idaho (đa phần là Wyoming ngày nay) trở thành một phần của Lãnh thổ Dakota thêm 1 lần nữa nhưng ngắn ngũi (phải), tuy một dải đất dọc theo ranh giới phía tây mà sau đó trở thành Wyoming vẫn là một phần đất của Lãnh thổ Idaho.
Lãnh thổ Wyoming được thành lập theo một đạo luật của Quốc hội Hoa Kỳ vào ngày 25 tháng 7 năm 1868. Khi được thành lập, nó lấy đất đai từ các lãnh thổ Dakota, Idaho, và Utah.  Nó được phép gia nhập liên bang để trở thành tiểu bang thứ 44 của Hoa Kỳ vào ngày 10 tháng 7 năm 1890.

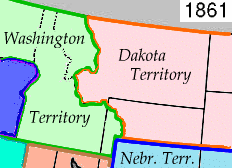
Bắc Rặng Thạch Sơn sau khi Lãnh thổ Dakota được thành lập từ đất của Lãnh thổ Nebraska vào năm 1861.
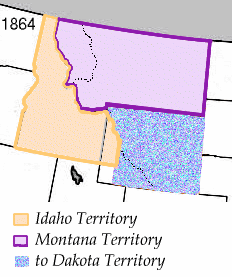
Phân chia Lãnh thổ Idaho năm 1864. Khu vực xanh dương trở thành một phần của Lãnh thổ Dakota, và rồi sau đó trở thành một phần của Lãnh thổ Wyoming.
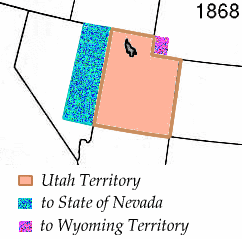
Phân chia Lãnh thổ Utah năm 1868.  Khu vực màu tím hình thành nên góc tây nam của Wyoming.